# Satan (geslacht)
Satan is een monotypisch geslacht van straalvinnige vissen uit de familie van de Noord-Amerikaanse katvissen (Ictaluridae).

## Soort
- Satan eurystomus Hubbs & Bailey, 1947